# Ngài Ripley tài ba (phim)
Ngài Ripley tài ba (tên gốc: The Talented Mr. Ripley) là một bộ phim kinh dị tâm lý Mỹ sản xuất năm 1999, được viết kịch bản và đạo diễn bởi Anthony Minghella. Tác phẩm chuyển thể từ tiểu thuyết cùng tên vào năm 1955 của Patricia Highsmith, bộ phim có sự tham gia của Matt Damon trong vai Tom Ripley, Jude Law trong vai Dickie Greenleaf, Gwyneth Paltrow trong vai Marge Sherwood, Cate Blanchett trong vai Meredith Logue và Philip Seymour Hoffman.
Cuốn tiểu thuyết trước đây được quay hai lần. Năm 1957, một phiên bản kéo dài một giờ được sản xuất cho sê-ri phim truyền hình Studio One, do Franklin J. Schaffner làm đạo diễn, mặc dù không có bản thu nào còn tồn tại. Năm 1960, một phiên bản phim dài đầy đủ đã được phát hành, mang tên Trưa Tím do René Clément đạo diễn, với sự tham gia của Alain Delon trong vai chính đầu tiên của anh. Bộ phim Les biches năm 1968 của Claude Chabrol sử dụng nhiều yếu tố trong tiểu thuyết của Patricia Highsmith nhưng chuyển đổi giới tính của các nhân vật chính.
Ngài Ripley tài ba là một bộ phim thành công quan trọng về thương mại. Bộ phim đã nhận được năm đề cử Giải thưởng Viện Hàn lâm, bao gồm Kịch bản chuyển thể hay nhất và Nam diễn viên phụ xuất sắc nhất cho Jude Law.

## Nội dung
Phim kể về Tom Ripley (Matt Damon thủ vai) chàng trai Mỹ với vẻ ngoài ngại ngùng, khao khát giàu có, làm đủ nghề mưu sinh vật lộn trong xã hội vào những năm 1950. Tom có biệt tài bắt chước người khác từ dáng điệu tới chữ ký. Khi đang làm việc tại một bữa tiệc, có tài năng chơi piano, Ripley được tiếp cận bởi ông trùm tàu vận chuyển Herbert Greenleaf, người tin rằng Ripley tham dự Đại học Princeton cùng con trai của ông, là Dickie (Jude Law), vì Ripley trước đó đang nói dối và mặc chiếc áo khoác của Đại học Princeton mà anh mượn. Ông Greenleaf thuê Ripley với giá 1,000 đô la để đến nước Ý, và thuyết phục Dickie trở về nhà tiếp quản công việc gia đình. Trong khi thu thập hành lý đến Ý, Ripley giả danh là Dickie Greenleaf và kết bạn với một người xã hội Mỹ, Meredith Logue (Cate Blanchett).
Tom Ripley đến Ý với lý do anh ta là một người bạn tốt và quen thuộc của Dickie, nhưng thực tế thì không phải vậy; Dickie thậm chí không biết anh. Tại Mongibello, Ripley kết bạn với Dickie và bạn gái của Dickie, là Marge Sherwood (Gwyneth Paltrow). Đồng thời, ban đầu anh rất thích Dickie. Ripley ngay lập tức bị mê hoặc với Dickie đẹp trai và giàu có. Không chỉ vậy, mặc dù có nền tảng khiêm tốn, Ripley dường như đã phát triển một phức hợp ưu việt giữa vòng tròn xã hội khiêm tốn của mình cũng như một hương vị tốt cho những thứ xa xỉ. Cuối cùng, Dickie cảm thấy mệt mỏi với Ripley giống như một con đĩa, và bắt đầu dành thời gian với người bạn khác là Freddie Miles (Philip Seymour Hoffman), anh ta bị Freddie ghê tởm vì một số lý do không chính đáng.
Một đêm nọ, Dickie bắt gặp Ripley thử quần áo của anh trong phòng và nhảy múa trước gương, điều đó làm khiến Dickie phải dè dặt hơn anh ta. Chỉ Ripley biết chuyện gì đã xảy ra, một người phụ nữ tự tử chết đuối. Trong cuộc nói chuyện với Ripley, Dickie khai sự thật là anh ta làm tình một người phụ nữ địa phương, từ chối trợ cấp cho cô khi mang thai, và Ripley hứa sẽ giữ bí mật. Sau khi ông Greenleaf cắt quỹ du lịch của Ripley, Dickie hủy chuyến đi tới Venezia và nói với Ripley rằng họ nên chia tay, nhưng Dickie cũng đề nghị đưa Ripley vào chuyến đi du lịch cuối cùng tới Sanremo. Cả hai tranh cãi trên một chiếc thuyền nhỏ, và Dickie nói rằng anh ta sẽ cưới Marge. Vấn đề là, Dickie dần nhận ra thái độ bướng bỉnh của Ripley nói bóng gió rằng Dickie đang từ chối anh ta vì anh ta sợ những tình cảm mà họ đã dành cho nhau. Họ vật lộn, và Ripley giết Dickie bằng một mái chèo. Ripley sợ hãi quăng xác Dickie xuống biển, và lập một kế hoạch tỉ mỉ để thế thân Dickie.
Nhận ra rằng mọi người nhầm Ripley với Dickie, anh quyết định giả nhân dạng của Dickie. Ripley ta giả mạo một lá thư cho Marge để thuyết phục cô rằng Dickie đã rời bỏ cô đến sống ở Rome. Ripley sau đó tạo ra ảo tưởng rằng Dickie vẫn còn sống bằng cách thuê một khách sạn và giả dạng là Dickie, và một người khác là chính anh ta, tạo ra một cuộc trao đổi liên lạc giữa Dickie gọi điện cho Ripley. Thông qua sự mạo danh, Ripley rút tiền tiêu vặt của Dickie, cho phép anh được hưởng những đặc quyền, sự tôn trọng, một cuộc sống xa hoa. Anh gặp Meredith, người phụ nữ không hề biết"Dickie giả"là Ripley. Sự mưu mẹo của Ripley bị đe dọa khi Marge đến Rome, vì vậy anh ta đã phá vỡ cuộc hẹn với Meredith để ngăn Ripley khỏi bị lộ. Freddie xuất hiện tại căn hộ của Dickie và chủ nhà gọi Ripley là Dickie, Ripley biết rằng Freddie sẽ không từ bỏ việc tìm kiếm Dickie, sự nghi ngờ của anh về mối quan hệ của Dickie và Ripley một cách dễ dàng. Ripley giết chết Freddie và vứt xác. Ripley buộc phải tạo ra những câu chuyện để tránh phía cảnh sát và Marge, những người đang tìm kiếm Dickie. Nhận thấy cảnh sát nghi ngờ Dickie giết Freddie, Ripley giả mạo thư tuyệt mệnh, với"Dickie"tự nhận trách nhiệm về cái chết của Freddie. Ripley sau đó đi đến Venezia, nơi anh gặp người bạn thân của Marge, là Peter Smith-Kingsley, và họ trở nên rất thân thiết.
Bố của Dickie sau đó tới Ý để gặp cảnh sát, và dẫn theo một thám tử tư, Alvin MacCarron. Ripley ý định gần như đã giết Marge, khi cô phát hiện ra nhẫn của Dickie trong phòng ngủ của Ripley, trước khi nhận ra rằng trực giác của Marge đã phát hiện anh giết Dickie để thiêu dệt câu chuyện Dickie tự tử, nhưng Peter đến đúng lúc và đã ngắt lời họ. Ông Greenleaf bác bỏ những nghi ngờ của Marge, và MacCarron tiết lộ với Ripley rằng cảnh sát tin chắc rằng Dickie, người có tiền sử bạo lực, đã giết Freddie trước khi tự sát. MacCarron tiếp tục chỉ ra rằng ông Greeneaf đánh giá cao sự trung thành của Ripley đối với Dickie, và để đảm bảo sự im lặng của Ripley, Greeneaf dự định sẽ trao lại quỹ ủy thác của Dickie cho Ripley.
Tự do và xóa sạch tội ác về mình, Ripley lên một con tàu đến Hy Lạp với Peter; nó được ngụ ý rằng họ bây giờ là người yêu. Ripley rất ngạc nhiên khi gặp lại Meredith, người biết anh ta là Dickie và cũng biết Peter về mặt xã hội thượng lưu. Anh hôn Meredith và hứa sẽ nói chuyện sau. Trong cabin của Peter, Peter nói với Ripley rằng anh ta thấy Ripley hôn Meredith. Ripley nhận ra rằng anh ta phải giết Peter, vì Meredith đang đi du lịch cùng gia đình và không muốn bị bỏ lỡ. Ripley thừa nhận rằng anh ta đã nói dối về con người của mình và than thở rằng anh ta sẽ luôn cô đơn vì những gì anh ta đã làm. Ripley khóc nức nở cạnh Peter, anh bóp cổ Peter chết và trở về cabin của anh một mình.

## Diễn viên
- Matt Damon trong vai Tom Ripley
- Gwyneth Paltrow trong vai Marge Sherwood
- Jude Law trong vai Richard "Dickie" Greenleaf
- Cate Blanchett là Meredith Logue
- Philip Seymour Hoffman trong vai Freddie Miles
- Jack Davenport trong vai Peter Smith-Kingsley
- James Rebhorn trong vai Herbert Greenleaf (bố của Dickie)
- Sergio Rubini trong vai thanh tra Roverini
- Philip Baker Hall trong vai Alvin MacCarron
- Celia Weston trong vai dì Joan
- Rosario Fiorello trong vai Fausto
- Stefania Rocca trong vai Silvana
- Ivano Marescotti trong vai Đại tá Verrecchia

## Sản xuất
Ngoài những cảnh bắt đầu được quay ở thành phố New York, bộ phim được quay hoàn toàn tại địa điểm ở Ý. Thị trấn nghỉ mát trên vách đá Positano và nhiều ngôi làng khác nhau trên các đảo Ischia và Procida, gần Napoli được sử dụng để đại diện cho thị trấn hư cấu"Mongibello".
Để chuẩn bị cho vai trò nhân vật của Ripley, diễn viên Matt Damon đã giảm cân 30 pao và học chơi piano. Jude Law tăng cân và học chơi Saxophone cho nhân vật của mình; Anh ta cũng bị gãy xương sườn khi ngã ngửa khi quay cảnh giết người trên thuyền.